# Песни моряков
«Песни моряков» — сольный альбом российского рок-музыканта Александра Ф. Скляра, выпущенный в 2008 году концерном «Союз». Диск охватывает цикл песен на морскую тематику, цикл, который впоследствии продолжился в виде второй части, где исполняются уже не собственные сочинённые композиции, а песни других известных авторов.
Альбом записывался вскоре после распада группы «Ва-Банкъ» с новым составом музыкантов, как отметил по этому поводу сам Скляр: «Каждый из музыкантов моего нового состава представляет собой музыкальную вселенную, которая может воспроизвести любой рок-н-ролльный звук, значимый звук. Гитара играет так, что она меня убеждает. Я слышу барабаны — и мне нечего возразить». Презентация диска прошла 3 ноября в московском клубе «16 тонн», релиз состоялся 10 ноября.
Идея песни «Предательство и контрабанда» возникла благодаря роману «Королева Юга» современного испанского писателя Артуро Переса-Реверте, где присутствует фраза «Предательство и контрабанда, их не разделишь ни с кем». В тексте, кроме того, упомянут любимый скляровский персонаж Вася-Совесть — ранее ему были посвящены уже три песни, а позже был издан целый одноимённый альбом. Из общей концепции альбома несколько выбивается песня «Мама, мы все тяжело больны» Виктора Цоя, которую Скляр освоил ещё в 2000 году для проекта «КИНОпробы». На диске также присутствует секретная звуковая дорожка «Три ноль шесть», не входящая в официальный трек-лист и начинающаяся после двухминутной паузы.
Дмитрий Бебенин в обзоре для сайта Звуки.ру назвал альбом «программой для тех, кто готов принять жизнь свободной от сухопутных условностей и банальностей». Обозреватель Денис Ступников в своей рецензии посчитал эту работу успешной с маркетинговой точки зрения, тогда как концептуальная составляющая, по его мнению, здесь не так уж и сильна.

## Список композиций
Слова и музыка всех песен — написаны Александром Ф. Скляром (кроме отмеченной).
| №                   | Название                                          | Длительность |
| ------------------- | ------------------------------------------------- | ------------ |
| 1.                  | «Я лечу»                                          | 3:22         |
| 2.                  | «Не реви»                                         | 3:21         |
| 3.                  | «Песни моряков»                                   | 4:28         |
| 4.                  | «Корабли не тонут»                                | 6:32         |
| 5.                  | «Предательство и контрабанда»                     | 4:37         |
| 6.                  | «Шаман»                                           | 7:00         |
| 7.                  | «Буду я любить»                                   | 4:14         |
| 8.                  | «Мама, мы все тяжело больны» (слова - Виктор Цой) | 4:32         |
| 9.                  | «Революционеры на Кубе»                           | 11:49        |
| Общая длительность: | Общая длительность:                               | 49:54        |

## Участники записи
- Александр Ф. Скляр — гитара, вокал;
- Олег Литвишко — клавишные;
- Антон Хабибулин — бас-гитара;
- Сергей Батраков — ударные;
- Алексей Рыславский — контрабас;
- Рушан Аюпов — баян.